# Atarneu
Atarneu foi uma colônia grega na Ásia Menor.
Atarneu foi fundada durante a Guerra do Peloponeso: o almirante espartano Cratesípidas conquistou Quios e restabeleceu os exilados, tomando a acrópole; os exilados, ao retornarem à cidade, baniram seus inimigos políticos, em número de seiscentos, que ocuparam a região costeira, chamada Atarneu, e a usaram como base para atacar Quios.

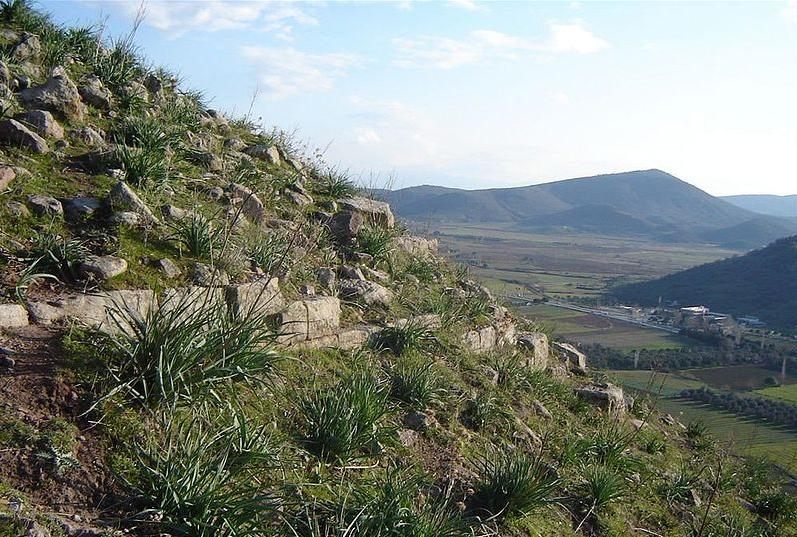
Sítio da cidade grega de Atarneu